# Natalja Michailowna Prawossudowitsch

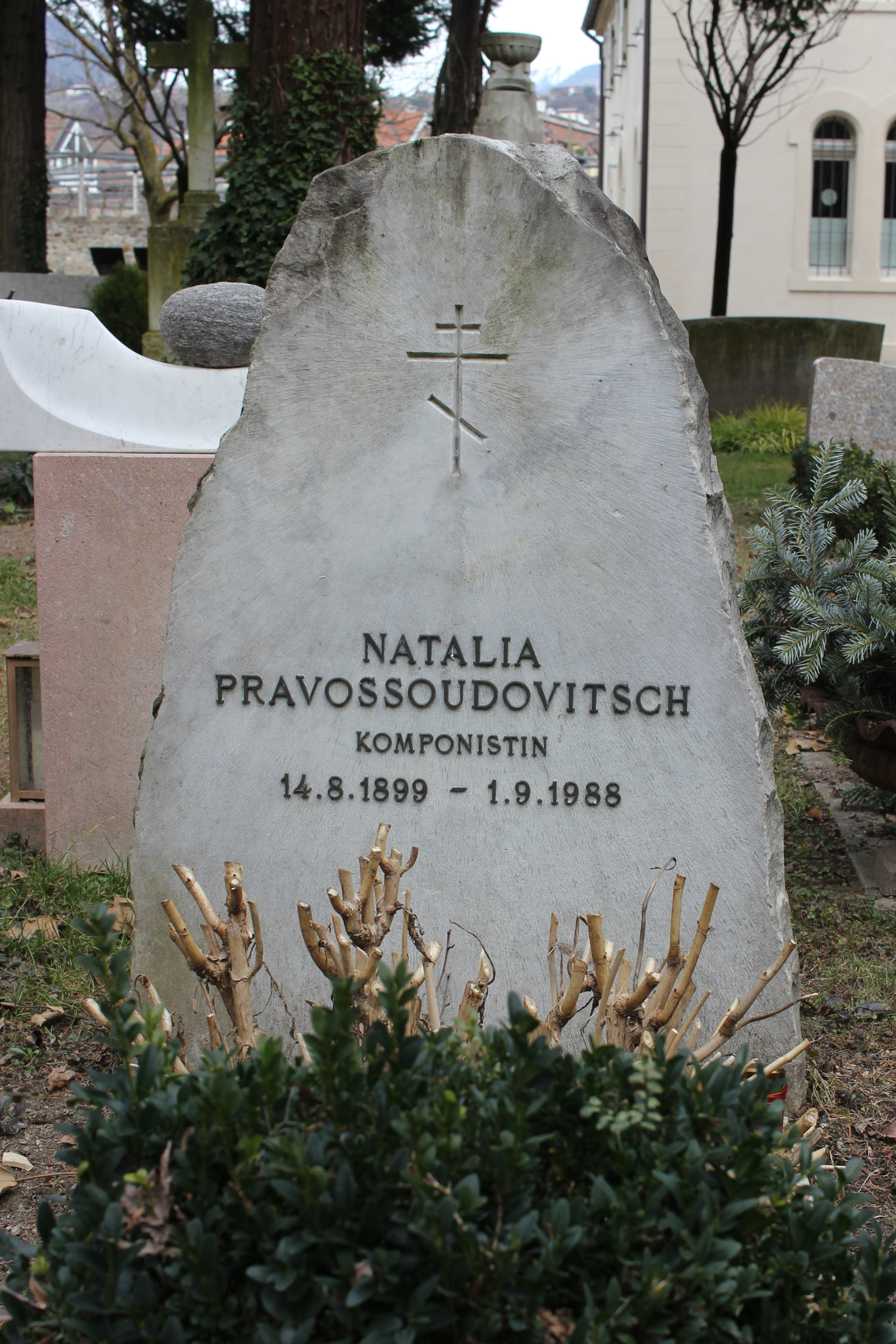
Grabstein auf dem Evangelischen Friedhof in Meran

Natalja Michailowna Prawossudowitsch (russisch Наталья Михайловна Правосудович, wiss. Transliteration Natal'ja Michajlovna Pravosudovič, Varianten des Vornamens häufig auch Natalie, vereinzelt Natascha; * 2. Augustjul. / 14. August 1899greg. in Wilna, Russisches Kaiserreich; † 2. September 1988 in Meran, Italien) war eine russische Komponistin.

## Leben
Als Tochter einer Pianistin erhielt sie schon früh Klavierunterricht. Sie studierte ab 1918 am Sankt Petersburger Konservatorium zunächst Klavier bei Wera Skrjabin, dann bis 1923 Komposition und Musiktheorie bei Sergei Ljapunow. Bei Alexander Glasunow schloss sie ihr Studium 1925 mit Diplom ab. Glasunow, der damalige Direktor des Konservatoriums, ermöglichte ihr 1928 eine Ausreisegenehmigung und stellte ihr ein Empfehlungsschreiben an Arnold Schönberg aus – mit der Bitte um Fortsetzung ihres Kompositionsstudiums in Berlin.
So wurde sie Meisterschülerin bei Schönberg  ab Herbst 1928 an der Preußischen Akademie der Künste – unter ihren Mitstudenten waren Nikos Skalkottas, Peter Schacht, Alfred Keller und Norbert von Hannenheim. In Berlin gelang ihr der Durchbruch als Komponistin. Doch in dieser Zeit begann auch die politische Verfolgung ihrer Familie in der Sowjetunion, im Jahr 1929 starb ihre Mutter, ihr Vater, Professor und Eisenbahningenieur in Leningrad, wurde unter dem Vorwurf der Sabotage mit einer Gruppe von Kollegen verhaftet und in ein Arbeitslager auf den Solowezki-Inseln bei Archangelsk deportiert, wo er zum Tode verurteilt und am 29. Oktober 1929 erschossen wurde – die Geschichte dieses ersten großen sowjetischen Lagers wird später Alexander Solschenizyn in dem Buch Archipel Gulag verarbeiten. Vor dem Hintergrund familiärer und finanzieller Probleme verschlechterte sich auch ihr Gesundheitszustand erheblich. 1931 übersiedelte sie nach Meran und lebte fortan in der dortigen Stiftung Borodine, einer Einrichtung für kranke russische Exilanten.

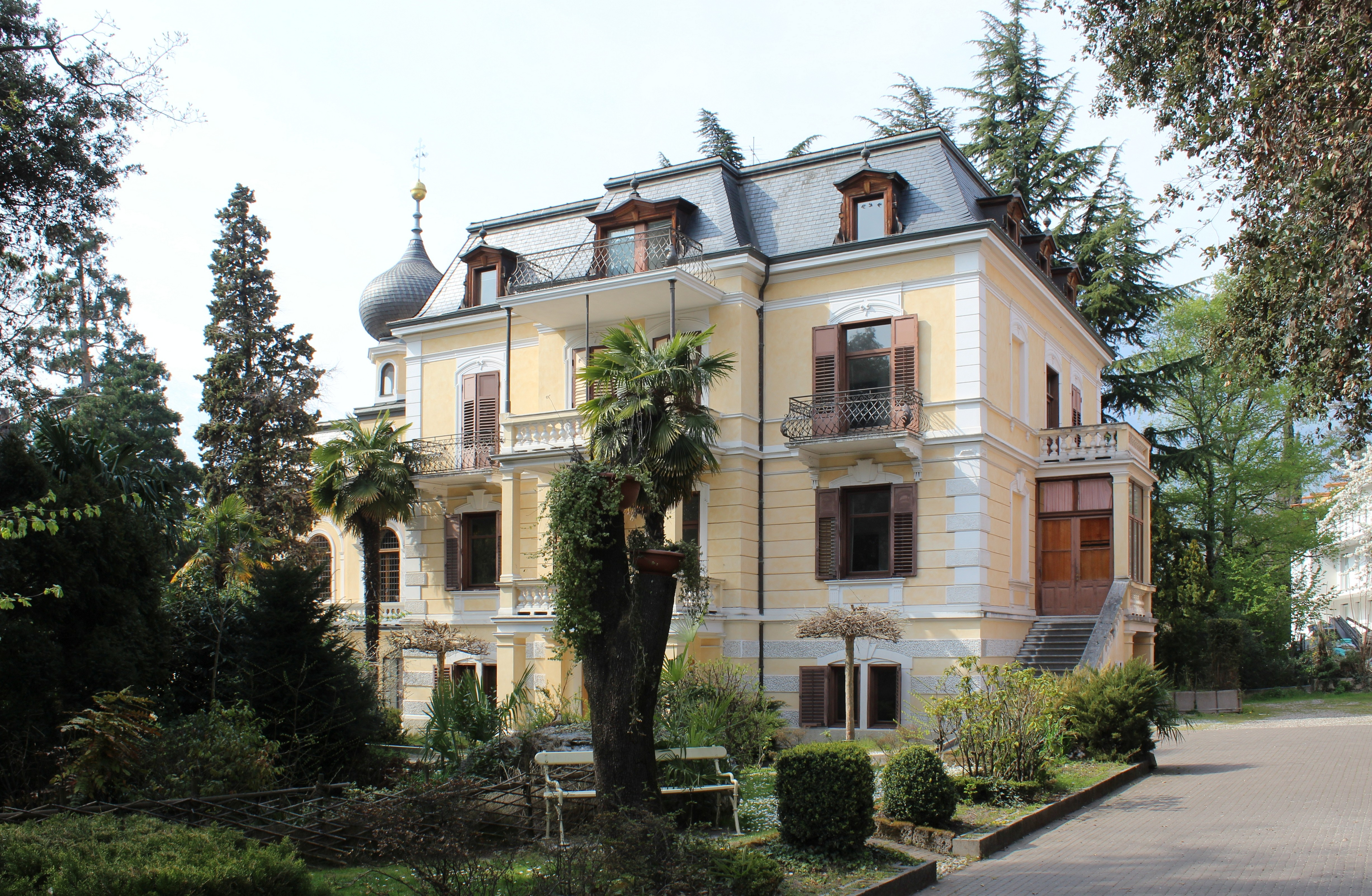
Villa Borodine

Es entstanden neue Kompositionen, darunter ein Konzert für Streichquartett und Kammerorchester, das als Diplomarbeit 1932 von Schönberg angenommen wurde. Ab 1941 war sie als Sprachlehrerin und Näherin tätig. Erst 1956 begann sie wieder mit dem Komponieren. Mehrere Werke von ihr kamen in Italien und Deutschland zur Aufführung, und mit einer frühen Klaviersonate gewann sie 1962 den 1. Preis beim Premio Helena Rubinstein, einem internationalen Kompositionswettbewerb in Buenos Aires. Sie war Mitglied des Internationalen Arbeitskreises Frau und Musik. Trotz zunehmender Erblindung blieb sie bis 1983 als Komponistin aktiv. 
Sie hinterließ Orchester-, Chorwerke, Lieder, Klavier- und Kammermusik. Stilistisch war sie der Tradition der russischen Spätromantik und der Skrjabin-Nachfolge verpflichtet. Im Rahmen einer Forschungskooperation fand an der Universität für Musik und darstellende Kunst Wien im Sommer 2019 ein künstlerisch-wissenschaftliches Projekt zu Prawossudowitsch statt.